# A través de los olivos
A través de los olivos  (en persa, زیر درختان زیتون / Zir-e derajtân zeytun) es una película iraní dirigida por Abbas Kiarostami y protagonizada por Hosein Rezaí y Taheré Ladanián. Esta es la última parte de la denominada trilogía de Koker o trilogía del terremoto, cuya primera parte es ¿Dónde está la casa de mi amigo? y la segunda Y la vida continúa. La cinta participó en la selección oficial del Festival de Cannes de 1994 y se llevó la Espiga de Oro en la 39.ª edición de la Seminci de Valladolid. Fue la primera película de Abbas Kiarostami y la primera película dirigida por un realizador iraní que se estrenó comercialmente en España, en diciembre del mismo año.

## Sinopsis
Durante el rodaje de una película que podría ser Y la vida continúa, en la región iraní de Koker asolada por un gran terremoto en 1990, el realizador descubre que Hossein, el joven al que ha seleccionado para interpretar uno de los papeles, está realmente enamorado de Tahereh, la chica que hace el papel de su esposa. Hossein aprovechará cada minuto durante el rodaje para cortejar a la muchacha, en espera de que finalmente venza la oposición de su familia y corresponda a su amor.

## Personajes
- Hossein Rezai como Hossein.
- Tahereh Ladanian como Tahereh.
- Mohammad Ali Keshavarz como el director.
- Farhad Heradmand como Farhad.
- Zarifeh Shiva como Señora Shiva.

## Recepción de la crítica
La revista Naqd-e sinema, en su número uno, criticaba duramente el film de Kiarostami acusándole de aprovechar el desastre provocado por el terremoto para realizar un film “vacuo y pseudointelectual”. Otra parte de la crítica, sus más fieles seguidores, alabarían con entusiasmo el film, destacando el plano final de la película “como uno de los más espectaculares de la historia del cine”, según palabras del crítico Iraj Karimi.
En España, Carlos Heredero, historiador y crítico de cine, señala que el cine de Kiarostami rompe con el modo de representación institucional para presentarnos un nuevo cine “moderno” cuyo referente serían los films de Godard, Rossellini y Murnau. El propio Kiarostami y parte de la crítica han rechazado abiertamente esas supuestas fuentes de inspiración, citadas con frecuencia, así como el concepto de "modernidad", tan marcadamente occidental, afirmando que es el heredero de una larga tradición artística oriental, y en particular iraní, en la que es habitual la deconstrucción y la narración múltiespacial. Por otra parte, la crítica de cine y escritora Nuria Vidal, habla de Kiarostami como el fundador del neorrealismo iraní.

## Premios y festivales
| Año  | Categoría |
| ---- | --- |
| 1994 | Hugo de Plata en el 30.º Festival Internacional de Cine de Chicago Espiga de Oro en la 39.ª Semana Internacional de Cine de Valladolid Premio especial de la crítica en el 18º Festival Internacional de cine de Sao Paulo, Brasil      |
| 1995 | Premio al mejor director en el 8º Festival Internacional de Cine de Singapur Premio Golden Rose al mejor film en el 13º Festival de Cine de Bérgamo El tercer premio del público en el 44.º Festival Internacional de Cine de Melbourne |

## Rodaje

#### Localizaciones
- Gilan, Irán
- Koker, Irán
- Poshteh, Irán
- Roodbar, Irán